# Ichthyophis tricolor
Espèce
Synonymes
- Ichthyophis glutinosus tricolor Annandale, 1909

Statut de conservation UICN

 LC  : Préoccupation mineure
Ichthyophis tricolor est une espèce de gymnophiones de la famille des Ichthyophiidae.

## Répartition
Cette espèce est endémique d'Inde.  Elle se rencontre jusqu'à 1 200 m d'altitude dans les Ghâts occidentaux au Tamil Nadu et au Kerala.

## Publication originale
- Annandale, 1909 : Miscellanea. Batrachia. Notes on Indian Batrachia. Records of the Indian Museum, vol. 3, p. 282-286 (texte intégral).